# Carl Kaim von Kaimthal
Carl Kaim von Kaimthal (25 ottobre 1810 – 23 gennaio 1880) è stato un generale austriaco.

## Biografia
Arruolatosi nell'esercito imperiale austriaco, frequentò  l'Accademia Militare Teresiana di Wiener Neustadt. Prestò servizio presso il 45º Reggimento fanteria “Arciduca Sigismondo” e nel 1852 con il grado di maggiore presso il 44º Reggimento fanteria di Milano.  Nel 1859 fu nominato colonnello comandante sempre del 44º Reggimento fanteria “Arciduca Alberto” con il quale partecipò alla seconda guerra di indipendenza contro i franco-piemontesi.
Il 28 febbraio del 1865 fu promosso al grado di maggiore generale.
Nel 1866 con lo scoppio della terza guerra di indipendenza,  comandò la 1ª Brigata di riserva dell'8ª Divisione del generale Franz Kuhn von Kuhnenfeld operante nel Trentino contro il Corpo Volontari Italiani di Giuseppe Garibaldi. Il 21 luglio il generale Kaim, supportato dalla colonna del tenente colonnello Höffern, prese parte alla battaglia di Bezzecca attaccando lungo la Valle del Chiese, a Condino e Cimego, le truppe garibaldine, ma fu respinto e costretto a ripiegare a Roncone. Il 23 luglio rilevò nel comando delle truppe operanti in Valsugana contro la colonna del generale Giacomo Medici, il maggiore Franz Pichler Edler von Deeben. Il 28 luglio assunse il comando di una brigata stanziata a Verona.
Il generale Kaim fu posto in congedo il 1º novembre del 1867.